# 宮 (2006年電視劇)
《宮》（：／ Gung）為韩国MBC自2006年1月11日起播出的水木連續劇，改編自韩国漫画家朴素熙的同名漫畫《宮》，假設大韓民國也像英國、日本一樣為君主立憲制的背景之下所展開的故事。
《宮》是2006年MBC最受歡迎的戲劇之一，僅次於《朱蒙》。整體來說，根據TNS media統計，在2006年最受歡迎戲劇之中是排名第10。由於此劇的成功，第二部也緊接著籌劃，這在韓國電視業是極少見的，但是第二部的拍攝權卻有紛爭。至於同樣以大韓民國立憲君主制的設定所製作《宮S》於2007年1月10日首播。MyVideo全集上架。LiTV 線上影視全劇上架。

## 劇情簡介
申采靜原本只是一位平凡無奇的藝術高中美術科學生，有一天得知因為爺爺的遺言必須與同校的皇太子李信結婚，雖有千百個不願意，但家裡債務纏身，在無可奈何的情況下只好與李信完婚。申采靜婚後因不耐於皇室內的多項規矩心生反彈，這時在她面前出現了皇位第二繼承人李律。李律的溫柔多情讓采靜想要依靠，但她又不由自主地掛心著李信。而終於相愛的李信和采靜之間卻又夾著李信的前女友閔孝琳，令四人之間的關係變的錯縱複雜。

## 演員陣容

### 主要人物
| 演員   | 角色                             | 粵語配音 | 介紹 |
| 尹恩惠 | 申采靜 （TVB播放版本譯為申彩晶） | 何璐怡   | 大韓帝國歷史上第一位平民王妃。 不忍父母為了債務煩惱決定和素未謀面的皇太子李信結婚。活潑的采靜嫁入宮中後為沉悶的宮中帶來一絲朝氣，而且在與李信朝夕相處下愛上他，但兩人經常爭吵而不由自主的依靠同樣是皇室成員又是同班轉學生的李律，卻引發宮中醜聞而被迫前往澳門留學避風頭，後和李信懷孕生下一名小公主。                                                                                     |
| 朱智勳 | 李信                             | 黃啟昌   | 皇太子 皇位繼承人，因宮中的制度讓他喘不過氣，慢慢使他性格孤僻不相信任何人，和閔孝琳在離家出走的時候相遇而秘密交往，後向她求婚不成，便和素未謀面的采靜結婚。之後在泰國結束對閔孝琳的感情。和采靜朝夕相處下而愛上她。最後並沒有繼承皇位，而是提議讓他姊姊接任大韓帝國皇帝，最後到澳門參加世界公益活動的時候，正式向采靜求婚並到教堂結婚，也和采靜生下一名小公主。                           |
| 金楨勳 | 李律                             | 梁偉德   | 義城君→義城大君 李信的堂弟，皇位第二順位繼承人，5歲時和母親前往英國留學生活，原本是申采靜的婚約者，父親去世後也失去了皇太孫的身份，故無法與采靜成婚。後聽聞李信的婚訊與母親相繼回國打算奪回皇位，剛好也轉學到與采靜同班，天真活潑的采靜打動了李律的心，即使無法與采靜相愛卻也甘願默默守護著她，卻給李信和采靜帶來傷害。最終為了保護母親的秘密而替她背負不屬於自己的過失，並與她離開皇室。 |
| 宋智孝 | 閔孝琳                           | 程文意   | 美貌與智慧兼備的女孩子，她是皇太子李信秘密交往的女朋友。為人頗有心機，曾經為了自己夢想而拒絕了信的求婚。當夢想實現後，她卻發現自己真正想要原來還是李信的愛，但這時候李信的身邊已經有了采靜。她下決心要從采靜手中奪回原本應該屬於她的一切，最後還是放棄李信，去追隨自己的夢想。 |

### 皇室
| 演員   | 角色       | 粵語配音 | 介紹 |
| 朴贊桓 | 皇帝       | 招世亮   | 李信和惠明公主的父親，整日操煩國事以至於身體過勞容易暈眩。年輕時和自己的大嫂慧正宮曾有一段情，而這段不倫戀的因緣卻為下一代帶來痛苦，後退位與皇后閔氏四處旅遊，補償他多年來對妻子與婚姻的忽略。 |
| 尹宥善 | 皇后閔氏   | 周文瑛   | 李信與惠明公主的母親。知悉自己是不被丈夫深愛的女子，為了皇室的和平選擇忍讓，也為了皇室的顏面而犧牲了與子女之間的親情。一眼便看出相隔14年再度回到宮中的慧正宮與義城君是為皇位而來，即使皇太子夫婦婚後的脫序行為讓她頭痛不已，仍然挺身而出保護自己的孩子。                                           |
| 金惠子 | 太后朴氏   | 袁淑珍   | 惠明公主、李信和李律的祖母，後進尊為太皇太后。雖為太后但總是以寬容的心對待宮中的晚輩，十分喜愛活潑的太子妃采靜。 |
| 金相中 | 孝烈皇太子 |          | 李律的父親，聖祖皇帝的嫡長子，因車禍而喪生，後被其弟追尊為皇帝。 |
| 沈慧珍 | 徐華英     | 朱妙蘭   | 慧正宮→慧正殿→徐太后 李律的母親，丈夫孝烈皇太子過世後帶著年僅5歲的李律到英國生活，14年來都在盤算著如何幫兒子奪回皇位，並千方百計的暗算皇太子夫婦，內心其實非常反對李律喜歡采靜，因此對采靜特別刁難。在李律替她承認錯誤後，傷心得想不開試圖自殺，所幸的只是受到輕傷，最終母子再度離開韓國隱居海外。 |
| 崔佛岩 | 聖祖皇帝   | 源家祥   | 已故先帝，惠明公主、李信和李律的祖父，與申采靜的爺爺為孫兒定下指腹為婚的婚約。得知身為長媳婦的慧正宮其實在兩個兒子之間有感情的周旋後，盛怒之下為保皇室顏面，藉著孝烈皇太子逝世當作理由將母子倆趕出宮中。                                                                                           |
| 李允智 | 惠明公主   | 曾秀清   | 李信的姐姐，年長的她因出國留學而見識多廣，有著過人的智慧與勇氣及洞察一切事物的敏銳度，也遠比李信和李律成熟。皇帝退位後，由李信提議，讓惠明公主接任成為大韓民國的首位女皇。 |
| 全秀娟 | 崔尚宮     | 陳凱婷   | 太子妃申采靜的教育尚宮並打理太子妃生活瑣事，有著出眾的外貌卻十分一板一眼，不允許采靜的太子妃教育有任何怠惰，對采靜來說像是師長又像是姊姊般的存在。一直陪伴采靜到澳門留學，直至歸國。 |
| 李浩載 | 孔內官     | 陳曙光   | 李信的內侍官，原本是侍奉在孝烈皇太子及義城君身邊的內侍官，後改為侍奉皇太子李信，如同李信的人生導師般，隨時為他解惑。 |

### 申家
| 演員   | 角色   | 粵語配音 | 介紹 |
| 姜南吉 | 申父   | 林保全   | 申采靜的父親，中年失業又誤信朋友言替朋友背書而欠了一屁股債。後因父親與聖祖皇帝替采靜訂下的婚約而被封為府院君，藉此解決一身債務之餘，還成為皇宮內務人員休息室的食堂主管。                                   |
| 林藝珍 | 林順愛 | 蔡惠萍   | 申采靜的母親，從事保險業務員撐起一家四口的生計，受不了家中老是被高利貸找上門動不動就想與丈夫離婚。後因采靜成為太子妃，而一舉成為府院君夫人兼大韓民國「保險女王」，也是唯一與皇室成員簽訂保單的保險從業員。 |
| 金碩   | 申采俊 |          | 申采靜的弟弟，中學生一名，常稱采靜為「豬」，姐弟感情相當不俗。 |

### 藝術高中
| 演員   | 角色   | 粵語配音 | 介紹                                                     |
| 崔星俊 | 姜仁   | 陳卓智   | 李信的同班朋友，也是閔孝琳的朋友                         |
| 李勇株 | 張敬   | 黃榮璋   | 李信的同班朋友，也是閔孝琳的朋友                         |
| 嚴誠模 | 柳煥   | 鄺樹培   | 李信的同班朋友，也是閔孝琳的朋友                         |
| 全智愛 | 李康賢 | 張頌欣   | 申采靜的同班朋友，是最理解采靜成為太子妃後的心理變化之人 |
| 單芝   | 尹喜菘 | 黎桂芳   | 申采靜的同班朋友                                         |
| 李恩   | 金順英 | 林雅婷   | 申采靜的同班朋友                                         |

## 獲獎列表
| 年份   | 頒獎典禮    | 獎項       | 入圍者 | 結果 |
| ------ | ----------- | ---------- | ------ | ---- |
| 2006年 | MBC演技大賞 | 女子新人獎 | 尹恩惠 | 獲獎 |
| 2006年 | MBC演技大賞 | 男子新人獎 | 朱智勳 | 獲獎 |

## 其他搭配歌曲
- 台灣八大戲劇台首播版本
  - 片頭曲：F.I.R.飛兒樂團《天天夜夜》、張學友《在你身邊》
  - 片尾曲：庾澄慶《戒不掉》、張韶涵《C大調》&《親愛的 那不是愛情》
- 2013年重播
  - 片尾曲：楊培安《戀人無雙》

粤語版主題曲:側田 感動

## 韓國收視率
- 第一集:16.6%
- 第二集:17.2%
- 第三集:15.8%
- 第四集:18.1%
- 第五集:21.3%
- 第六集:17.4%
- 第七集:14.0%
- 第八集:19.1%
- 第九集:25.2%
- 第十集:26.3%
- 第十一集:25.7%
- 第十二集:27.2%
- 第十三集:25.8%
- 第十四集:28.4%
- 第十五集:28.8%
- 第十六集:25.0%
- 第十七集:26.2%
- 第十八集:27.1%
- 第十九集:27.3%
- 第二十集:27.1%
- 第二十一集:25.2%
- 第二十二集:25.2%
- 第二十三集:26.9%
- 第二十四集:28.8%